# 비너 슈니첼
비너 슈니첼(독일어: Wiener Schnitzel)은 오스트리아의 송아지고기 커틀릿 요리이다. 대표적인 빈 요리이며, 오스트리아의 국민 음식 가운데 하나로 여겨진다. 돈가스의 기원이 되는 음식이기도 하다.

## 이름
독일어 "비너(Wiener)"는 "빈의"라는 뜻이며, "슈니첼(Schnitzel)"은 "얇게 저며서 고기망치 등으로 두드려 편 고기"를 뜻하는 말이다. "빈식 슈니첼"이라는 뜻이며, 독일어권에서는 전통적으로 송아지고기로 만든 것만 "비너 슈니첼"로 불러왔으나, 최근에는 빈식 튀김옷을 입혀 튀긴 돼지고기나 닭고기 커틀릿, 또는 채소나 버섯을 사용해 같은 방식으로 조리한 음식을 "비너 슈니첼"로 부르기도 한다. 독일어권 밖에서는 비너 슈니첼이 단순히 "슈니첼"로 불리기도 한다.

## 역사
비너 슈니첼의 정확한 기원은 밝혀져 있지 않으나, "비너 슈니첼"이라는 말은 19세기에 쓰이고 있었던 것으로 보인다. 마리아 아나 노이데커의 1831년 《최신 일반 요리책》에 "송아지고기 비너 슈니첼(Wiener Schnitzel von Kalbfleisch)"이 언급되어 있다.
비너 슈니첼의 기원이 이탈리아의 송아지고기 커틀릿 요리인 코톨레타 알라 밀라네세라는 설도 있으나, 입증되지 않았다.

## 만들기
원래 송아지고기로 만드는 음식이지만, 더 저렴한 돼지고기나 닭고기를 쓰거나, 채식주의자 등을 위해 채소나 버섯으로 만들기도 한다. 고기를 나비썰기한 다음 망치로 두드려 약 4mm 두께로 편 슈니첼에 소금과 후추로 밑간하고, 빈식 튀김옷(밀가루, 달걀물, 빵가루)을 묻힌 다음, 라드나 정제버터에 160~170°C에서 튀긴다.
전통적으로 양상추 샐러드나 감자 샐러드, 오이 샐러드, 페테르질린카르토펠른(파슬리 감자) 등을 곁들여 내며, 최근에는 쌀밥이나 감자 튀김, 브라트카르토펠른(감자 볶음)을 곁들여 내기도 한다. 슈니첼에 레몬 즙을 뿌려 먹도록 레몬 조각을 함께 내기도 한다.

## 같이 보기
- 예거슈니첼
- 치고이너슈니첼